# Gran Premi d'Europa del 2001
El Gran Premi d'Europa de la temporada 2001 va ser disputat al circuit de Nürburgring el 24 de juny del 2001.

## Resultats de la cursa
| Pos | No | Pilot                 | Equip              | Voltes | Temps/ Retirada   | Pos. de sortida | Punts |
| --- | -- | --------------------- | ------------------ | ------ | ----------------- | --------------- | ----- |
| 1   | 1  | Michael Schumacher    | Ferrari            | 67     | 1h 29' 43. 2      | 1               | 10    |
| 2   | 6  | Juan Pablo Montoya    | Williams - BMW     | 67     | + 4.127 s         | 3               | 6     |
| 3   | 4  | David Coulthard       | McLaren - Mercedes | 67     | + 24.993 s        | 5               | 4     |
| 4   | 5  | Ralf Schumacher       | Williams - BMW     | 67     | + 33.345 s        | 2               | 3     |
| 5   | 2  | Rubens Barrichello    | Ferrari            | 67     | + 45.495 s        | 4               | 2     |
| 6   | 3  | Mika Häkkinen         | McLaren - Mercedes | 67     | + 1' 04. 868 min. | 6               | 1     |
| 7   | 18 | Eddie Irvine          | Jaguar - Cosworth  | 67     | + 1' 06. 198 min. | 12              |       |
| 8   | 19 | Pedro de la Rosa      | Jaguar - Cosworth  | 66     | + 1 Volta         | 16              |       |
| 9   | 10 | Jacques Villeneuve    | BAR - Honda        | 66     | + 1 Volta         | 11              |       |
| 10  | 17 | Kimi Räikkönen        | Sauber - Petronas  | 66     | + 1 Volta         | 9               |       |
| 11  | 7  | Giancarlo Fisichella  | Benetton - Renault | 66     | + 1 Volta         | 15              |       |
| 12  | 23 | Luciano Burti         | Prost - Acer       | 65     | + 2 Voltes        | 17              |       |
| 13  | 8  | Jenson Button         | Benetton - Renault | 65     | + 2 Voltes        | 20              |       |
| 14  | 21 | Fernando Alonso       | Minardi - European | 65     | + 2 Voltes        | 21              |       |
| 15  | 22 | Jean Alesi            | Prost - Acer       | 64     | Accident          | 14              |       |
| Ret | 14 | Jos Verstappen        | Arrows - Asiatech  | 58     | Motor             | 19              |       |
| Ret | 16 | Nick Heidfeld         | Sauber - Petronas  | 54     | Part mecànica     | 10              |       |
| Ret | 11 | Heinz-Harald Frentzen | Jordan - Honda     | 48     | Accident          | 8               |       |
| Ret | 12 | Jarno Trulli          | Jordan - Honda     | 44     | Transmissió       | 7               |       |
| Ret | 15 | Enrique Bernoldi      | Arrows - Asiatech  | 29     | Caixa canvi       | 18              |       |
| Ret | 9  | Olivier Panis         | BAR - Honda        | 23     | Part elèctrica    | 13              |       |
| Ret | 20 | Tarso Marques         | Minardi - European | 7      | Part elèctrica    | 22              |       |

## Altres
- Pole: Michael Schumacher 1' 14. 960

- Volta ràpida: Juan Pablo Montoya 1' 18. 354 (a la volta 27)